# Mullagh (County Clare)
Mullagh (Iers: Mullach; betekenis: heuvel of heuveltop) is een dorp in County Clare, Ierland.
Het dorp ligt op enkele kilometers afstand van de Atlantische Oceaan. Plaatsen in de omgeving zijn Cree, Coore, Quilty, Spanish Point, Milltown Malbay en Kilrush.

## Voorzieningen
In het dorp is een lagere school en de hoofdkerk van de parochie Kilmurry Ibrickane gevestigd. Verder zijn er nog enkele winkels, pubs en een garage/pompstation aanwezig.

## Sport
Mullagh was de thuisbasis van de voormalige GAA-club Kilmurry Ibrickane totdat zij fuseerde met de GAA-club Quilty en het stadion aldaar betrok. Het sportcomplex in Mullagh wordt nu gebruikt voor trainingen van diverse clubs en sporten.

## Personen
- RTE commentator Marty Morrissey
- Odhran O Dwyer (International rules football en Gaelic Football-speler)
- Junior Crehan - vioolspeler

Ardnacrusha · Aughinish · Ballynacally · Ballyvaughan · Barefield · Bodyke · Bridgetown · Broadford · Bunratty · Carrigaholt · Carran · Clarecastle · Clonlara · Cloonanaha · Connolly · Cooraclare · Coore - Corofin · Cratloe · Cree (Creegh) · Cross · Crusheen · Doolin · Doonaha · Doonbeg · Ennis · Ennistymon · Fanore · Feakle · Hurlers Cross · Inagh · Kilbaha · Kildysart · Kilfenora · Kilkee · Kilkishen · Killaloe · Killimer · Kilmihil · Kilnamona · Kilrush · Kilshanny · Knock · Labasheeda · Lahinch · Liscannor · Lisdoonvarna · Lissycasey · Loop Head · Meelick · Milltown Malbay · Mountshannon · Mullagh · Newmarket-on-Fergus · Noughaval · O'Briensbridge · O'Callaghans Mills · Parteen · Quilty · Quin · Ruan · Scariff · Shannon · Sixmilebridge · Spancillhill · Spanish Point · Tuamgraney · Tulla · Whitegate

Regio's

Burren · Loop Head